# 5 km de Carlsbad
Les 5 km de Carlsbad (en anglais : Carlsbad 5000) sont une épreuve de course à pied sur route de 5 kilomètres se déroulant tous les ans, généralement au mois d'avril, dans les rues de Carlsbad, en Californie. L'épreuve est disputée pour la première fois en 1986.
Les records de l'épreuve sont détenus chez les hommes par le Kényan Sammy Kipketer en 12 min 59 s, et chez les femmes par l'Éthiopienne Meseret Defar en 14 min 46 s.

## Palmarès
| Année | Homme               | Pays       | Temps       | Femme                | Pays             | Temps       |
| ----- | ------------------- | ---------- | ----------- | -------------------- | ---------------- | ----------- |
| 2015  | Lawi Lalang         | Éthiopie   | 13 min 32 s | Genzebe Dibaba       | Éthiopie         | 14 min 48 s |
| 2014  | Dejene Gebremeskel  | Éthiopie   | 13 min 20 s | Gelete Burka         | Éthiopie         | 15 min 26 s |
| 2013  | Dejene Gebremeskel  | Éthiopie   | 13 min 20 s | Gelete Burka         | Éthiopie         | 15 min 26 s |
| 2012  | Dejene Gebremeskel  | Éthiopie   | 13 min 11 s | Tirunesh Dibaba      | Éthiopie         | 15 min 01 s |
| 2011  | Dejene Gebremeskel  | Éthiopie   | 13 min 11 s | Aheza Kiros Abeye    | Éthiopie         | 15 min 13 s |
| 2010  | Eliud Kipchoge      | Kenya      | 13 min 11 s | Meseret Defar        | Éthiopie         | 15 min 04 s |
| 2009  | Bekana Daba         | Éthiopie   | 13 min 19 s | Aheza Kiros Abeye    | Éthiopie         | 15 min 38 s |
| 2008  | Maregu Zewdie       | Éthiopie   | 13 min 34 s | Vivian Cheruiyot     | Kenya            | 15 min 14 s |
| 2007  | Simon Ndirangu      | Kenya      | 13 min 28 s | Meseret Defar        | Éthiopie         | 15 min 01 s |
| 2006  | Abreham Feleke      | Éthiopie   | 13 min 15 s | Meseret Defar        | Éthiopie         | 14 min 46 s |
| 2005  | Dejene Berhanu      | Éthiopie   | 13 min 10 s | Tirunesh Dibaba      | Éthiopie         | 14 min 51 s |
| 2004  | Dejene Berhanu      | Éthiopie   | 13 min 23 s | Isabella Ochichi     | Kenya            | 14 min 53 s |
| 2003  | Dejene Berhanu      | Éthiopie   | 13 min 19 s | Berhane Adere        | Éthiopie         | 14 min 53 s |
| 2002  | Sammy Kipketer      | Kenya      | 13 min 17 s | Deena Drossin-Kastor | États-Unis       | 14 min 53 s |
| 2001  | Sammy Kipketer      | Kenya      | 12 min 59 s | Sally Barsosio       | Kenya            | 15 min 20 s |
| 2000  | Sammy Kipketer      | Kenya      | 12 min 59 s | Deena Drossin-Kastor | États-Unis       | 15 min 08 s |
| 1999  | Armando Quintanilla | Mexique    | 13 min 33 s | Libbie Hickman       | États-Unis       | 15 min 47 s |
| 1998  | Paul Koech          | Kenya      | 13 min 16 s | Naomi Mugo           | Kenya            | 15 min 25 s |
| 1997  | Paul Koech          | Kenya      | 13 min 15 s | Sally Barsosio       | Kenya            | 15 min 18 s |
| 1996  | Armando Quintanilla | Mexique    | 13 min 18 s | Angela Chalmers      | Canada           | 15 min 20 s |
| 1995  | Ismael Kirui        | Kenya      | 13 min 17 s | Rose Cheruiyot       | Kenya            | 15 min 05 s |
| 1994  | Josphat Machuka     | Kenya      | 13 min 21 s | Colleen De Reuck     | Afrique du Sud   | 15 min 20 s |
| 1993  | Phillimon Hanneck   | Zimbabwe   | 13 min 22 s | Shelly Steely        | États-Unis       | 15 min 36 s |
| 1992  | William Mutwol      | Kenya      | 13 min 12 s | Vicki Huber          | États-Unis       | 15 min 14 s |
| 1991  | Frank O'Mara        | Irlande    | 13 min 35 s | Liz McColgan         | Royaume-Uni      | 15 min 11 s |
| 1990  | Doug Padilla        | États-Unis | 13 min 30 s | Elly van Hulst       | Pays-Bas         | 15 min 33 s |
| 1989  | Yobes Ondieki       | Kenya      | 13 min 26 s | Lynn Williams        | Canada           | 15 min 20 s |
| 1988  | Steve Scott         | États-Unis | 13 min 31 s | Liz McColgan         | Royaume-Uni      | 15 min 30 s |
| 1987  | Steve Scott         | États-Unis | 13 min 36 s | Lorraine Moller      | Nouvelle-Zélande | 15 min 35 s |
| 1986  | Steve Scott         | États-Unis | 13 min 32 s | PattiSue Plumer      | États-Unis       | 15 min 31 s |